# Neauphlette
Neauphlette es una comuna francesa situada en el departamento de Yvelines, en la región de Isla de Francia.

## Demografía
| 142 | 136 | 235 | 445 | 594 | 806 | 817 |
| Para los censos de 1962 a 1999 la población legal corresponde a la población sin duplicidades (Fuente: INSEE [Consultar]) |     |     |     |     |     |     |